# Директно убризгавање бензина
Директно убризгавање бензина (енгл. Gasoline direct injection) је концепт код ото мотора, где се бензин помоћу електромагнетних вентила директно убризгава у простор за сагоревање. Сваки цилиндар има свој вентил за убризгавање (бризгаљку), а мешавина се ствара у самом цилиндру. За добро сагоревање неопходно је фино распршивање горива приликом убризгавања. У нормалном режиму рада мотори са директним убризгавањем усисавају само чист ваздух а не мешавину као код осталих конвенционалних система убризгавања. То је и предност овог система, јер нема кондензације горива на зидовима усисних цеви и цилиндара.

## Настанак и развој
Јапан је начинио први корак 1996. године када је Мицубиши моторс донео први серијски аутомобилски мотор са директним убризгавањем бензина назвавши га скраћеницом GDI (Gasoline Direct Injection). Од старта је био способан да у својим цилиндрима формира и слојевито пуњење, и као такав је представљао значајан технолошки напредак. У развојним лабораторијама GDI мотор је био опремљен са веома напредном контролом свог рада. Било је ово непријатно изненађење за европске произвођаче који нису имали никакве одговоре када је реч о директном убризгавању бензина, док се Америка није видно ни заинтересовала за овај проблем.
Први европски произвођач који уводи директно убризгавање горива у своје бензинске моторе је Рено, који то чини 1999. године. Његови агрегати поседују системе убризгавања под високим притиском који су пројектовани у Сименсовим развојним погонима. Овакви мотори раде само са хомогеним (уједначеним) смешама, али их краси боља прилагођеност на европска горива. Фолксваген и ПСА прате овај тренд уводећи на тржиште 2001. године своје моторе који су способни и за рад са слојевитим пуњењем под називима FSI и HPi.

## Принцип рада
Сви системи директног убризгавања бензина у серијској производњи користе електромагнетне вентиле који омогућавају брзу и лаку регулацију рада вихорних бризгаљки, поседују заједнички вод високог притиска који акумулира гориво, регулатор притиска горива и пумпу високог притиска која је погоњена коленастим вратилом.

### GDI концепт
Упркос чињеници да концепт директног убризгавања бензина није нов, његова широка употреба није заживела све до краја 20. века, због незрелости потребних технологија на којима би могла да почива серијска производња. Чекало се на развој адекватних бризгаљки, електронске контроле убризгавања и паљења.
GDI концепт је наредни корак у еволуцији ото мотора који су се све до осамдесетих година 20. века израђивали са карбуратором, што је имало низ лоших особина. Како се смеша формирала ван цилиндра, усисни канали којима је стизала до цилиндра задржавали су део још неиспареног горива а поједини цилиндри, услед разлике у дужини водова, пуњени су различитим количинама радне смеше приближно истог састава. Ово је резултирало повећаном потрошњом и токсичношћу издувних гасова, неравномерним радом и хабањем, као и интерном реакцијом мотора на притисак педале гаса. SPI системи са електронским убризгавањем у једној тачки усисног колектора нису битно изменили ситуацију.
Тек MPI мотори са електронском контролом паљења и убризгавања добрим делом елиминишу наведене недостатке. Код ових конструкција, гориво се убризгава у струју ваздуха непосредно пре његовог уласка у сваки цилиндар посебно. На овај начин, цилиндри се третирају равноправније, пред сваки цилиндар се убризгава прецизно одмерена количина горива која се пали у правом моменту гарантујући при том да ће се процес сагоревања спровести потпуније, извлачећи тако више енергије из сваког грама горива уз мање загађење околине. Смеша се код MPI мотора ипак формира ван коморе сагоревања што битно не мења сам начин његовог рада.
GDI мотори доносе нов квалитет у процесе формирања смеше јер се она ствара унутар самог цилиндра, што ствара нове могућности. Убризгавање бензина директно у цилиндар омогућава да се смеша формира у било ком тренутку такта усисавања, сабијања или ширења, што чини могућом имплементацију већег броја алгоритама рада. Поред тога, побољшана аеродинамика коморе сагоревања значајно доприноси већој економичности и екологичности погона. GDI агрегат нуди снагу и агилност једног бензинца уз економичност дизел мотора. У поређењу са еквивалентом MPI конструкције има 20% мању потрошњу, 20% мању емисију CO2 и 10% већу снагу. Ово је омогућено интензивном применом регулаторске електронике и иновативне конструкције.
Међутим, GDI јединице у Европи се нису показале у складу са очекивањима. По тестирању енглеских стручних магазина, Мицубишијев модел Каризма не постиже побољшања у односу на конкуренте са конвенционалним погоном, што се разликује од тврдњи произвођача. Ово је било тешко објаснити све док Рено није лансирао свој мотор са директним убризгавањем бензина и у својим извештајима објавио да јапански дизајн пати од проблема са европским горивом. Узрок је релативно висок садржај сумпора од 150 ppm у поређењу са јапанским горивом које садржи свега 10-15 ppm. У Јапану, GDI јединице се агрегатирају специјалним каталитичким конверторима (катализаторима) да би се издувни гасови ослободили азотових оксида који се стварају услед сагоревања ултра сиромашне смеше. Сагоревањем горива богатог сумпором, ови катализатори буду брзо засићени и постају трајно неефикасни. Други проблем лежи у различитим методама тестирања у Европи и Јапану. У Јапану се тестирања спроводе под малим оптерећењима који погодују карактеру GDI јединица, и оне оперишу углавном са ултра сиромашном смешом наглашавајући своју ефикасност. Европски тест комбинованог циклуса захтева много већа оптерећења и веће брзине возила што резултује велика одступања у односу на тврдње из Јапана.

### IDE концепт
Први европски мотор са директним убризгавањем бензина лансирао је Рено 1999. године под називом IDE (Injection Direct Essence). Он превазилази проблеме присутне код Мицубишијевог GDI мотора донекле различитим начином рада. Уместо формирања ултра сиромашне смеше ваздуха и горива, овде је усвојен концепт високе рециркулације издувних гасова – EGR. Овај процес смањује потрошњу горива путем смањења отпора пуњењу, али исто тако и сагоревањем значајно мање количине горива приликом малих или парцијалних оптерећења. На минималним оптерећењима IDE мотор постиже око 25% рециркулације издувних гасова, док је то код конвенционалних мотора 10-15%.
Ово је могуће захваљујући директном убризгавању које се врши у центру цилиндарске главе на месту свећице. Свећица је премештена у страну, веома близу млазнице бризгаљке. Бризгаљке убризгавају гориво под високим притиском директно у комору сагоревања. Како је укошена свећица смештена на саму путању млаза горива, успешно паљење и сагоревање су загарантовани чак и уз присуство 25% издувних гасова у комори.
Без прецизног директног убризгавања, конвенционални мотори распршују млаз горива у отвор усисног вентила, те комору сагоревања испуњава хомогена смеша. На овај начин је немогуће сконцентрисати богатију смешу у зони скока варнице свећице.
У зависности од оптерећења мотора, IDE ради на једном од три расположива EGR односа, међу којима режим пуног оптерећења нема рециркулацију издувних гасова да би постигао максималну снагу. Тада, као ни код GDI система, нема уштеде горива. Ипак Рено декларише 16% економичнији рад свог агрегата у реалним условима мерено по европском методу тестирања.

### HPi концепт
ПСА гупација је 2000. године представила свој ото мотор који носи назив HPi (High pressure Petrol injection) што говори да се ради о директном убризгавању бензина у цилиндре под високим притиском. По узору на Мицубишијевог GDI, HPi ради и са веома сиромашеном смешом у моду слојевитог свежег пуњења, и представља први мотор ове концепције европских произвођача.

## Ознаке
- GDI (Gasoline Direct Injection) – директно убризгавање бензина код Мицубишија.
- IDE (Injection Direct Essence) – директно убризгавање бензина код Реноа.
- FSI (Fuel Stratified Injection) – директно убризгавање бензина код Фолксваген групе. TSI (Twincharged Stratified Injection или Turbocharged Stratified Injection) – директно убризгавање бензина у комбинацији са двоструким пуњењем код Фолксваген групе; Ауди користи ознаку TFSI.
- HPi (High pressure Petrol injection) – директно убризгавање бензина у цилиндре мотора под високим притиском код ПСА групе.
- JTS (Jet Thrust Stoichiometric), S-JET (Star Jet), T-JET (Turbo Jet) и TBi – директно убризгавање бензина код Фијата, Алфа Ромеа и Ланче.
- D-4 (Direct 4-stroke injection) – директно убризгавање бензина код Тојоте и Лексуса.
- HPI (High Precision Injection) – директно убризгавање бензина код BMW.
- CGI (Charged Gasoline Injection) – директно убризгавање бензина код Дајмлера (Мерцедес-Бенц).
- SCi (Smart Charged injection) и SCTi (Sequential Charge Turbo Injection) – директно убризгавање бензина код Форда.
- DISI (Direct Injection Spark Ignition) – директно убризгавање бензина код Мазде.
- DIG-T – директно убризгавање бензина код Нисана.
- SIDI (Spark Ignition Direct Injection) – директно убризгавање бензина код Џенерал моторса (Опел).
- DFI (Direct Fuel Injection) – директно убризгавање бензина код Поршеа.